# Liriomyza xanthocera
Liriomyza xanthocera är en tvåvingeart som först beskrevs av Leander Czerny 1909.  Liriomyza xanthocera ingår i släktet Liriomyza och familjen minerarflugor.
Artens utbredningsområde är Spanien. Inga underarter finns listade i Catalogue of Life.